# إل بورتال
إل بورتال (بالإنجليزية: El Portal) هي مدينة أمريكية تقع في ولاية فلوريدا. تبلغ مساحة هذه المدينة 1.1 (كم²)،ويبلغ عدد سكانها 2427 نسمة حسب إحصاء سنة 2010 م 2427.تشير إحصاءات سنة 2000م بأن الكثافة السكانية في هذه المدينة تقدر بـ(2302.8) نسمة/كم2 